# 田納西威士忌

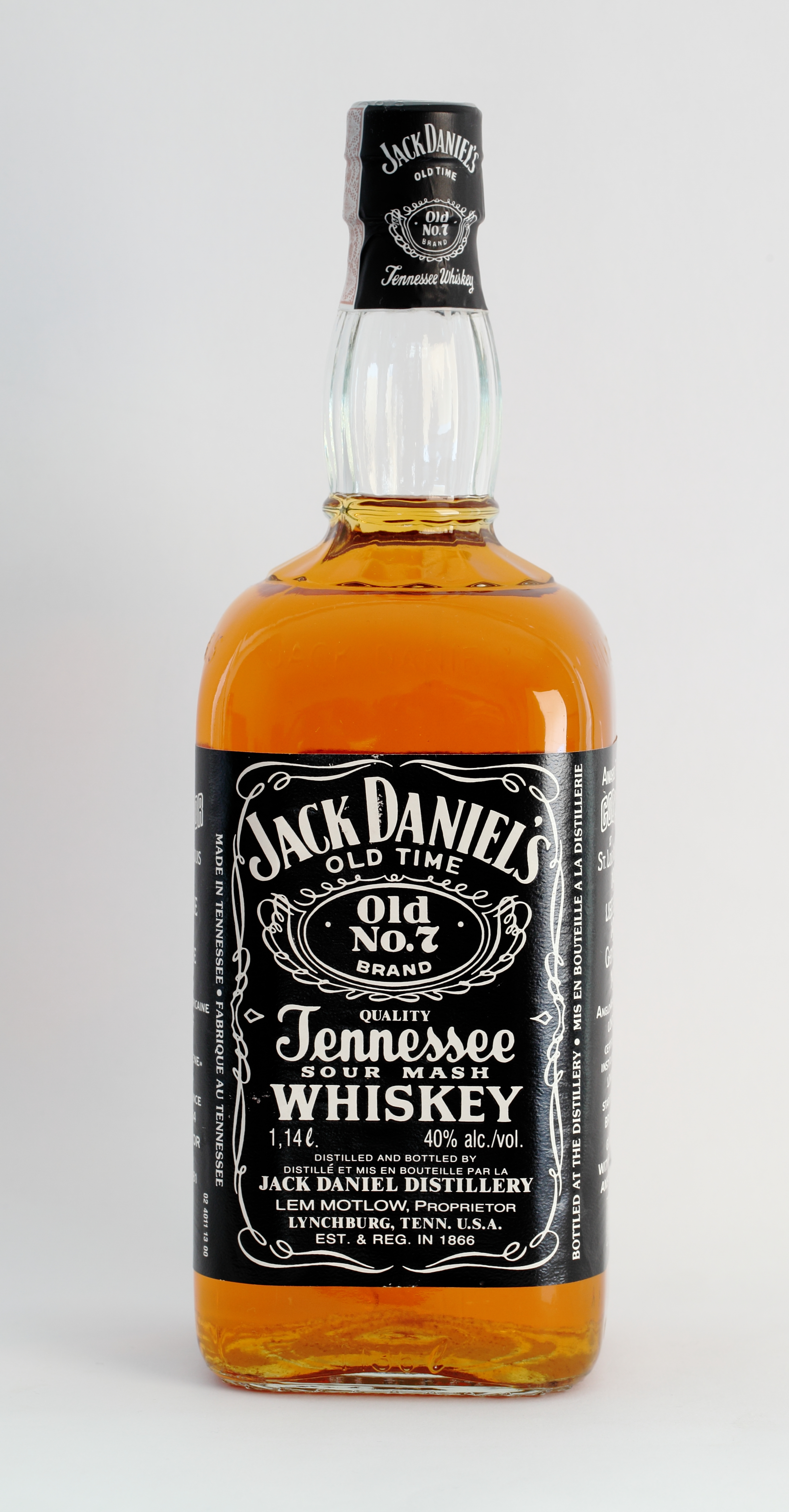
田納西威士忌

田纳西威士忌（Tennessee whiskey）是原產自美国田纳西州的纯威士忌。尽管有些人認為田納西威士忌就是波本威士忌，但大多数田纳西威士忌生产商都否认他们的产品是波本威士忌，并且這些廠商的酒瓶或广告上都不會標榜自己是波本威士忌。
田纳西威士忌是田纳西州的十大出口产品之一。根据美国蒸馏酒协会的数据，截至2013年，波本威士忌和田纳西威士忌在美国市场的销售额达到24亿美元，而波本威士忌和田纳西威士忌的出口额在10亿美元以上。田纳西州有两家主要的威士忌生产商，一個是位于林奇堡的杰克丹尼（隶属于布朗霍文），另一個是位于塔拉霍马的乔治·迪克尔（隶属于帝亞吉歐），此外，田纳西州还有众多小型威士忌生产商。